# Asphalt Street Storm Racing
Asphalt Street Storm Racing (укр. Асфальт: Вуличні штормові перегони), також відома як Asphalt Streetstorm (укр. Асфальт: Вуличний шторм), або просто Asphalt: Storm (укр. Асфальт: Шторм) та абревіатури AST чи ASSR — перегонова відеогра 2017 року, розроблена та опублікована Gameloft 15 червня 2017 року для Windows, iOS та Android. Один зі спінофів серії Asphalt з акцентом на дрегрейсинг, подібно до серії CSR Racing.
На Windows гру офіційно закрили 26 жовтня 2020 року. Гравці Android та iOS отримали повідомлення про те, що гра «більше не продаватиметься» з 31 грудня 2020 року, але вони все ще можуть грати в гру після цієї дати.

## Ігровий процес

### Кар'єра
Режим «Кар'єра» — це основний ігровий режим, в якому гравець просувається в грі. Перші 4 події Нью-Йорка є частиною навчального посібника (обов'язкові для проходження), в той час, як решту можна грати за власним бажанням. Просування в цьому режимі гри необхідне для розблокування можливості купівлі автомобілів.

### Локації
- Нью-Йорк (16 перегонів)
- Париж (20 перегонів)
- Гонконг (20 перегонів)
- Ексклюзивні перегони (Нью-Йорк) (20 перегонів)

## Вимкнення

### Windows
У жовтні 2020 року на Windows гравці отримали сповіщення про те, що гру буде вимкнено 26 жовтня 2020 року.

### Android, iOS
У листопаді 2020 року гравці на Android та iOS отримали повідомлення про те, що гра «більше не продаватиметься» з 31 грудня 2020 року.
Після цієї дати гру було видалено з магазинів завантаження, але в неї можна було грати. Сервери для гри були вимкнені до 5 серпня 2021 року. Валюти та пакети більше не можна було придбати в грі за реальні гроші. Сезонні ліги були зупинені 15 січня 2021 року, коли завершився останній сезон.

## Огляди
Абхіджит Ахаскар з видання Mint назвав гру «зміною, що освіжає», а також описав ігровий процес наступним чином: «ігровий процес простий, але вимагає швидкого мислення».
Рік Колі з Pocket Gamer присудив грі 3 зірки з 5, прокоментувавши свій вердикт: «Все це вже було зроблено раніше, і навіть з жменькою нових ідей, Asphalt Street Storm Racing не робить щось краще». Він пише про те, що нові механіки гарні «на папері», але «на ділі приносять лише розчарування».